# چه کسی برای راجر رابیت پاپوش دوخت؟
چه کسی برای راجر رابیت پاپوش دوخت؟ (به انگلیسی: Who Framed Roger Rabbit ?) یک فیلم خیال‌پردازی کمدی است که در سال ۱۹۸۸ با کارگردانی رابرت زمکیس، و تهیه‌کنندگی استیون اسپیلبرگ و بر مبنای رمان چه کسی راجر رابیت را سانسور کرد؟ نوشتهٔ گری ک ولف ساخته شد.
فیلم ترکیبی از انیمیشن سنتی و فیلم زنده-حرکتی همراه با عناصر فیلم نوآر و ستاره‌هایی همچون باب هاسکینز، چارلز فلیشر، کریستوفر لوید، کاتلین ترنر و جوانا کسیدی می‌باشد. چه کسی برای راجر رابیت پاپوش دوخت؟ در سال ۱۹۴۷، زمانی که شخصیت‌های کارتونی در برابر سیستم استودیو سینمای هالیوود کلاسیک مقابله می‌کنند اتفاق می‌افتد. این فیلم داستانی از یک کاراگاه خصوصی به نام ادی والیانت است که باید راجر رابیت را دستگیر کند.
والت دیزنی پیکچرز حقوق رمان چه کسی راجر رابیت را سانسور کرد؟ را در سال ۱۹۸۱ خرید. قبل از اینکه دیزنی، اسپیلبرگ و شرکت امبلین اینترتینمنت را برای سرمایه‌گذاری در فیلم دعوت کند، جفری پرایس و پیتر اس سیمن از متن اصلی دو پیش‌نویس برای فیلمنامه نوشتند. سپس رابرت زمکیس برای کارگردانی صحنه‌های فیلم زنده-حرکتی به همراه ریچارد ویلیامز برای سرپرستی سکانس‌های انیمیشن به کار گرفته شدند. بعد تولیدات از لس آنجلس به استودیوی الستری در انگلستان منتقل شد تا ویلیامز و گروه‌اش فیلم را با انیمیشن تطبیق دهند.
عنوان بندی این فیلم شامل ۷۷۱ اسم است.

## برابرها
1. ↑  Robert Zemeckis
2. ↑  Steven Spielberg
3. ↑  Who Censored Roger Rabbit?
4. ↑  Gary K. Wolf
5. ↑  live action
6. ↑  film noir
7. ↑  Bob Hoskins
8. ↑  Charles Fleischer
9. ↑  Christopher Lloyd
10. ↑  Kathleen Turner
11. ↑  Joanna Cassidy
12. ↑  Eddie Valiant
13. ↑  Walt Disney Pictures
14. ↑  Amblin Entertainment
15. ↑  Jeffrey Price
16. ↑  Peter S. Seaman
17. ↑  Elstree Studios